# آنتنی
آنتنی (به فرانسوی: Antheny) یک کمون در فرانسه است که در canton of Rumigny واقع شده‌است. آنتنی ۱۰٫۱۴ کیلومتر مربع مساحت دارد ۲۱۶ متر بالاتر از سطح دریا واقع شده‌است.